# Ciclova Română
Ciclova Română – wieś w Rumunii, w okręgu Caraș-Severin, w gminie Ciclova Română. W 2011 roku liczyła 1037 mieszkańców. 